# Fröjels församling
Fröjels församling är en församling i Klinte pastorat i Medeltredingens kontrakt i Visby stift i Svenska kyrkan. Församlingen ligger i Gotlands kommun i Gotlands län.

## Administrativ historik
Församlingen har medeltida ursprung. Församlingen har från 1500-talet varit annexförsamling i pastoratet Klinte och Fröjel, som 1962 utökades med Eksta församling och Sproge församling och 2002 med Sanda församling, Västergarns församling, Mästerby församling, Hejde församling och Väte församling.

## Kyrkor
- Fröjels kyrka